# Lezionario di Luxeuil
Il lezionario di Luxeuil (BnF, man. lat. 9427), o lectionarius gallicanus (lezionario gallicano) è un manoscritto considerato fra i capolavori della miniatura di età merovingia. Composto tra la fine del VII e l'inizio dell'VIII secolo, ma con aggiunte successive, la sua paternità è disputata tra lo scriptorium dell'abbazia di Luxeuil - dove venne ritrovato da Jean Mabillon nel 1683 e da cui trae il nome - e quello del capitolo episcopale di Reims.

## Il manoscritto
Fu realizzato per una chiesa secolare, forse per la diocesi di Langres, e contiene 64 uffici del tempo ordinario, 9 uffici per le feste dei santi, e 16 per circostanze diverse, come la consacrazione dei vescovi, l'ordinazione di sacerdoti e diaconi, la partenza per un viaggio ecc. I testi che raccoglie sono quasi tutti tratti dalla Bibbia: le vigilie prevedono in genere 12 lezioni, tratte di solito dal Vecchio Testamento, la Messa ne prevede tre (un passo dal Vecchio Testamento, uno dagli Atti degli Apostoli, infine una pericope evangelica).
È scritto in minuscola merovingica in un latino piuttosto rozzo, l'ortografia, «sebbene meno barbara di quella della maggioranza degli altri testi merovingi», è tuttavia quella dell'epoca, e la grammatica spesso è scorretta.
Acquisito dalla Biblioteca nazionale di Francia nel 1857 in seguito alla vendita della biblioteca del barone de Marguery, misura 287 mm x 180, e conta 248 fogli in pergamena compresi i risguardi, sui quali sono presenti le annotazioni di Mabillon.
Sul foglio 29 v° si trova una lettera ed un passo evangelico per la festa di Santa Genoveffa: 
«Legenda in festivitate sanctse Genovefoe»; ciò, insieme ai caratteri utilizzati, e alla liturgia descritta, ha portato al titolo di «gallicano», attribuito al manoscritto dopo due secoli.
Il volume presenta numerose lacune: il primo dei fascicoli che lo compone (fol. 3-g) porta, alla base della seconda pagina, l'annotazione VIII, da cui si può desumere che manchino i primi sette fascicoli; altre lacune sono presenti all'interno e alla fine del volume, già nelle condizioni odierne all'epoca della scoperta da parte di Mabillon, il quale ne pubblicò una descrizione ed alcuni estratti nel tomo II di De liturgia gallicana libri III, poi inseriti nel volume LXXII della Patrologia Latina di Jacques Paul Migne.